# Selección femenina de fútbol sub-17 de México
La Selección femenina de fútbol sub-17 de México es el equipo representativo del país en las competiciones oficiales de fútbol femenino de la categoría sub-17. La Federación Mexicana de Fútbol está encargada del funcionamiento del equipo sub-17. Clasificó a su primer mundial en esta categoría en el año 2010. Su mejor resultado en la Copa Mundial Femenina Sub-17 fue obtener el subcampeonato en 2018. 

## Jugadoras

### Última convocatoria
Última convocatoria para disputar las Clasificatorias de Concacaf para la Copa Mundial Femenina de Fútbol Sub-17 de 2025 en marzo y abril de 2025.
| Posición       | Nombre             | Club                |
| -------------- | ------------------ | ------------------- |
| Guardameta     | Valentina Murrieta | América             |
| Guardameta     | Bárbara del Real   | América             |
| Guardameta     | Dayana Covarrubias | Atlas               |
| Defensa        | Alexa Martínez     | Atlas               |
| Defensa        | Adrianna González  | Team Boca Blast     |
| Defensa        | Berenice Ibarra    | Pachuca             |
| Defensa        | Mia Villalpando    | San Diego Surf      |
| Defensa        | Vanessa Paredes    | IME Austin          |
| Centrocampista | Stella Barajas     | Legends             |
| Centrocampista | Dafne Sánchez      | Monterrey           |
| Centrocampista | Citlalli Reyes     | Las Vegas Diversity |
| Centrocampista | Samantha Ruiz      | Legends             |
| Centrocampista | Sofía Núñez        | Rebels 08 ECNL      |
| Centrocampista | Valeria Alvarado   | Guadalajara         |
| Delantero      | Anaiya Miyazato    | Tucson              |
| Delantero      | Ava Stack          | Conconrde Fire      |
| Delantero      | Joselyn Solís      | Puebla              |
| Delantero      | Celeste Martínez   | Legends             |
| Delantero      | Fernanda Monroy    | Toluca              |
| Delantero      | Miranda Solís      | Monterrey           |
| Delantero      | Valeria Vázquez    | Pachuca             |
| Entrenador     | Miguel Gamero      |                     |

## Últimos y próximos encuentros
Actualizado al 1 de agosto de 2025.
| Fecha      | Ciudad                  | Local           | Resultado      | Visitante    | Competencia                               |
| ---------- | ----------------------- | --------------- | -------------- | ------------ | ----------------------------------------- |
| 03-02-2025 | Algarve                 | Portugal        | 0:1            | México       | Torneo Algarve 2025 (Sub-16)              |
| 05-02-2025 | Quarteira               | México          | 0:0            | Países Bajos | Torneo Algarve 2025 (Sub-16)              |
| 08-02-2025 | Faro                    | México          | 0:1            | Alemania     | Torneo Algarve 2025 (Sub-16)              |
| 11-02-2025 | Pinatar                 | República Checa | 0:3            | México       | Mima Cup 2025                             |
| 13-02-2025 | Pinatar                 | México          | 2:1            | Suecia       | Mima Cup 2025                             |
| 15-02-2025 | Pinatar                 | Inglaterra      | 1:0            | México       | Mima Cup 2025                             |
| 31-03-2025 | Toluca                  | México          | 5:0            | Bermudas     | Clasificatorias Femeninas Sub-17 Concacaf |
| 02-04-2025 | Toluca                  | Costa Rica      | 0:4            | México       | Clasificatorias Femeninas Sub-17 Concacaf |
| 05-04-2025 | Toluca                  | México          | 12:0           | Haití        | Clasificatorias Femeninas Sub-17 Concacaf |
| 14-04-2025 | La Boissière-des-Landes | Suecia          | 1:2            | México       | Torneo Montaigu 2025 (Sub-16)             |
| 18-04-2025 | La Boissière-des-Landes | China           | 4:1            | México       | Torneo Montaigu 2025 (Sub-16)             |
| 20-04-2025 | La Boissière-des-Landes | Francia         | 1:0            | México       | Torneo Montaigu 2025 (Sub-16)             |
| 26-07-2025 | Ciudad de México        | México          | 2:2 (4:1 pen.) | Costa Rica   | Torneo 4 naciones                         |
| 29-07-2025 | Ciudad de México        | México          | 0:0 (3:4 pen.) | Canadá       | Torneo 4 naciones                         |
| 01-08-2025 | Ciudad de México        | Estados Unidos  | 1:0            | México       | Torneo 4 naciones                         |
| 18-10-2025 | Salé                    | Corea del Norte | -:-            | México       | Copa Mundial Femenina Sub-17 2024         |
| 21-10-2025 | Salé                    | Países Bajos    | -:-            | México       | Copa Mundial Femenina Sub-17 2024         |
| 24-10-2025 | Salé                    | México          | -:-            | Camerún      | Copa Mundial Femenina Sub-17 2024         |

## Competencias Internacionales

### Copa Mundial Femenina de Fútbol Sub-17
| Edición                   | Resultado        | Posición        | PJ              | PG              | PE              | PP              | GF              | GC              | Dif.            |
| ------------------------- | ---------------- | --------------- | --------------- | --------------- | --------------- | --------------- | --------------- | --------------- | --------------- |
| Nueva Zelanda 2008        | No se clasificó  | No se clasificó | No se clasificó | No se clasificó | No se clasificó | No se clasificó | No se clasificó | No se clasificó | No se clasificó |
| Trinidad y Tobago 2010    | Primera fase     | 13.º            | 3               | 1               | 0               | 2               | 5               | 13              | -8              |
| Azerbaiyán 2012           | Primera fase     | 12.º            | 3               | 1               | 0               | 2               | 1               | 10              | -9              |
| Costa Rica 2014           | Cuartos de final | 7.º             | 4               | 2               | 0               | 2               | 8               | 5               | +3              |
| Jordania 2016             | Cuartos de final | 5.º             | 4               | 2               | 1               | 1               | 11              | 4               | +7              |
| Uruguay 2018              | Subcampeón       | 2.º             | 6               | 2               | 3               | 1               | 6               | 5               | +1              |
| India 2022                | Primera fase     | 9.°             | 3               | 1               | 0               | 2               | 4               | 5               | -1              |
| República Dominicana 2024 | Primera fase     | 15.°            | 3               | 0               | 0               | 3               | 4               | 10              | -6              |
| Marruecos 2025            | Por definir      | Por definir     | Por definir     | Por definir     | Por definir     | Por definir     | Por definir     | Por definir     | Por definir     |
| TOTAL                     | 7/8              | 8.º             | 26              | 9               | 4               | 13              | 39              | 52              | -13             |

#### Premios
Premios recibidos por jugadoras mexicanas en la Copa Mundial Femenina Sub-17 de la FIFA:
| Copa Mundial    | Jugadora       | Premio         |
| --------------- | -------------- | -------------- |
| Costa Rica 2014 | Janae González | Gol del Torneo |
| Uruguay 2018    | Nicole Pérez   | Balón de Plata |

### Campeonato Femenino Sub-17 de la Concacaf
| Edición                       | Resultado    | Posición    | PJ          | PG          | PE          | PP          | GF          | GC          | Dif.        |
| ----------------------------- | ------------ | ----------- | ----------- | ----------- | ----------- | ----------- | ----------- | ----------- | ----------- |
| Trinidad y Tobago 2008        | Cuarto lugar | 4.º         | 5           | 2           | 0           | 3           | 11          | 6           | +5          |
| Costa Rica 2010               | Subcampeón   | 2.º         | 5           | 4           | 0           | 1           | 13          | 2           | +11         |
| Guatemala 2012                | Tercer lugar | 3.º         | 5           | 2           | 1           | 2           | 14          | 4           | +10         |
| Jamaica 2013                  | Campeón      | 1.º         | 5           | 1           | 4           | 0           | 10          | 3           | +7          |
| Granada 2016                  | Subcampeón   | 2.º         | 5           | 3           | 0           | 2           | 9           | 5           | +4          |
| Estados Unidos/Nicaragua 2018 | Subcampeón   | 2.º         | 5           | 3           | 1           | 1           | 20          | 5           | +15         |
| República Dominicana 2022     | Subcampeón   | 2.º         | 7           | 6           | 0           | 1           | 58          | 2           | +56         |
| México 2024                   | Subcampeón   | 2.º         | 5           | 4           | 0           | 1           | 10          | 5           | +5          |
| 2025                          | Por definir  | Por definir | Por definir | Por definir | Por definir | Por definir | Por definir | Por definir | Por definir |
| Total                         | 9/9          | 2.º         | 42          | 25          | 6           | 10          | 145         | 32          | +113        |

#### Premios
Premios recibidos por jugadoras mexicanas en el Campeonato Femenino Sub-17 de la Concacaf:
| Campeonato                    | Jugadora/Equipo | Premio                 |
| ----------------------------- | --------------- | ---------------------- |
| Estados Unidos/Nicaragua 2018 | Alison González | Bota de Oro            |
| México 2024                   | Camila Vázquez  | Guante de Oro          |
| Granada 2016                  | México          | Premio al Juego Limpio |
| República Dominicana 2022     | México          | Premio al Juego Limpio |

## Entrenadores
| Edición                   | Entrenador          |
| ------------------------- | ------------------- |
| Trinidad y Tobago 2010    | Saúl Resendiz       |
| Azerbaiyán 2012           | Christopher Cúellar |
| Costa Rica 2014           | Leonardo Cuéllar    |
| Jordania 2016             | Christopher Cuéllar |
| Uruguay 2018              | Mónica Vergara      |
| India 2022                | Ana Galindo         |
| República Dominicana 2024 | Jimena Rojas        |

## Palmarés
Copa Mundial Femenina Sub-17 de la FIFA:
- Subcampeón: 2018.

Campeonato Femenino Sub-17 de la Concacaf:
- Campeón: 2013.
- Subcampeón (5): 2010, 2016, 2018, 2022, 2024.
- Tercer Lugar: 2012.